# Избердейка
Изберде́йка — река в России, протекает по Петровскому району Тамбовской области. Правый приток Матыры.

## География
Река Избердейка берёт начало у села Малый Избердей. Течёт на юг по открытой местности. Устье реки находится у села Большой Избердей в 83 км по правому берегу реки Матыра. Длина реки составляет 24 км, площадь водосборного бассейна 196 км².
В деревне Афанасьевке через Избердейку переброшен мост по автомобильному шоссе Орёл — Тамбов. Рядом с мостом в Избердейку впадает река Дерзовка.
Система водного объекта: Матыра → Воронеж → Дон → Азовское море.

## Данные водного реестра
По данным государственного водного реестра России относится к Донскому бассейновому округу, водохозяйственный участок реки — Матыра, речной подбассейн реки — бассейны притоков Дона до впадения Хопра. Речной бассейн реки — Дон (российская часть бассейна).